# Friedrich Esaias Pufendorf
Friedrich Esaias Pufendorf (* 12. September 1707 in Bückeburg; † 25. August 1785 in Celle) war das älteste von zahlreichen Kindern des damaligen Kanzlei- und späteren Oberappellationsgerichtsrats Esaias Pufendorf. Dieser war wiederum ein Neffe des Naturrechtslehrers Samuel von Pufendorf.

## Leben
Mit seiner Familie zog Friedrich Esaias zunächst nach Minden, später dann nach Celle. Dort wurde er bis Ostern 1724 an öffentlichen Schulen und durch einen Hauslehrer unterrichtet. Seit seinem 16. Lebensjahr unterwies ihn sein Vater in Grundzügen der Rechtswissenschaft.
Den ersten öffentlichen Auftritt hatte er anlässlich des Namenstages des Prinzen Friedrich im Jahre 1724, wo er eine Rede hielt. Schon im nächsten Jahr nahm er die Gelegenheit wahr, in Anwesenheit von König Georg I. ein selbst verfasstes Heldengedicht auf diesen vorzutragen. Damit traf er offenbar den Geschmack der Zeit, denn der König gewährte ihm daraufhin ein dreijähriges Stipendium von insgesamt 240 Talern.
Mit Hilfe dieses Stipendiums trat Pufendorf das Studium der Rechtswissenschaften an der Universität Halle an. Dort besuchte er Vorlesungen unter anderem bei J. H. Böhmer, Nikolaus Hieronymus Gundling und Christian Thomasius. Auch beschäftigte er sich mit der Lehre Christian Wolffs von den Anfangsgründen der mathematischen Wissenschaft. Zunächst lehnte er diese ab, wurde aber im Folgenden ihr Anhänger. Später nutzte er die rationalistische Beweisführung der Philosophie Wolffs für seine eigene Arbeit.
Die Gelehrtenreise des jungen Studenten fiel für damalige Verhältnisse eher bescheiden aus. Er besuchte Dresden, Freiberg, Chemnitz und Meißen. Dann kehrte er, wahrscheinlich aus Geldmangel, nach Celle zurück.
Dort angekommen unterrichtete ihn sein Vater anhand der Celler Rechtspraxis weiter. Er selbst widmete sich dem Studium römischer Rechtsquellen und vaterländischer Rechte, vor allem dem deutschen Privatrecht. Auch Pufendorfs erster Beitrag zur juristischen Wissenschaft fällt in diese Phase: er beendete ein von seinem Vater begonnenes Werk zum braunschweig-lüneburgischen Straf- und Zivilprozess.
Seine erste völlig selbständig verfasste Schrift aus dem Jahre 1730 trug den Titel „De privilegiis“. Gegenstand derselben war die Frage, ob mit Erlangung der Kurwürde auch ein Privilegium de non appellando verbunden ist. Seine Antwort darauf fiel positiv aus. Obwohl diese Frage für das Kurfürstentum Hannover nicht relevant war, da es schon 1718/1719 ein illimitiertes Appellationsprivileg erhalten hatte, ist Pufendorfs Stellungnahme im Zusammenhang mit der von ihm angestrebten Aufnahme in den Staatsdienst zu sehen. So verwundert es nicht, dass er sein Werk eilig dem hannoverschen Ministerium lancierte.
Trotz dieser Bemühungen scheiterten zunächst mehrere Bewerbungen um die ersehnte Stellung. So kam es 1732 dazu, dass er sich „seiner Ambition ganz und gar entgegen“ als Advocat beim Oberappellationsgericht Celle examinieren und immatrikulieren ließ.
Im Folgenden versuchte Vater Pufendorf mehrmals, seinen Sohn zu empfehlen. Friedrich Esaias Pufendorf selbst erhoffte sich durch seine Schriften Aufmerksamkeit zu erregen und als Hauslehrer für Jus naturae und Institutiones gewinnbringende Kontakte zu einflussreichen Persönlichkeiten zu knüpfen. Hier wird deutlich, dass es im absolutistischen Staat nicht einfach war, nur aufgrund von Begabungen eine Karriere im Staatsdienst einzuschlagen.
Eine erste Anstellung in Diensten des Kurfürstentums Hannover erlangte Pufendorf 1734 als Assessor extraordinarius am Celler Hofgericht. Als 1738 sein Vater verstarb, bewarb er sich um dessen nunmehr vakante Stelle als Oberappellationsgerichtsrat. Diese scheiterte wiederum. Noch im selben Jahr aber erlangte er die ersehnte Stellung: Zwar nicht in Celle, wohl aber in der ebenfalls zum Kurfürstentum Hannover gehörenden Grubenhagenschen Landschaft. Am 23. Februar 1739 fand seine Beeidigung statt.
1741 heiratete Pufendorf die Tochter des Vizepräsidenten des Oberappellationsgerichtes Maria Clara von Hugo, nach deren Tod 1754 ihre jüngere Schwester Louise Henriette. 1751 wurde Pufendorf zum auswärtigen Mitglied der Göttinger Akademie der Wissenschaften gewählt. Im Jahr 1756 erneuerte Kaiser Franz I. den Adelsstand Pufendorfs und seiner Brüder, 1767 wurde er zum Vizepräsidenten des Oberappellationsgerichts ernannt.
Nach zwischenzeitlicher Erblindung im Zuge einer Augenerkrankung erlangte er 1776 sein Augenlicht nach einer Operation wieder. 1782 erkrankte er an Influenza. Davon erholte er sich nie wieder ganz, so dass er am 25. August 1785 in Celle starb.

## Werk
Der vielseitig interessierte Pufendorf verstand sich nicht nur als Jurist, sondern vielmehr als Universalgelehrter. Das war damals nicht untypisch. So tat er sich beispielsweise durch philologische Untersuchungen hervor, in denen er den Namen „Deutsche“ oder die Ähnlichkeit der Sprachen und die Bedeutung der Buchstaben zu ergründen suchte. Er verfasste naturwissenschaftliche Abhandlungen über die „Ursache der Kälte und Wärme der Winde“ und den Schwanengesang. Dabei handelte es sich jedoch eher um dilettantische Arbeiten. Auch seine theologischen Schriften hatten wenig Erfolg. „Religio gentium arcana“ von 1773, wo er schon aus frühen heidnischen Mythologien eine göttliche Offenbarung herleiten wollte, wurde von den protestantischen geistlichen Behörden verdammt.
Pufendorfs juristische Arbeit stieß jedoch auf positive Resonanz. Während sein erstes selbständig verfasstes Werk „De privilegiis“ von 1730, wie oben schon beschrieben, eher als Bewerbungsdokument einzustufen ist, wurde sein rechtshistorisches Hauptwerk „De jurisdictione Germanica“ von 1740 schon von Zeitgenossen als „klassisches Werk“ bezeichnet. Pufendorf versucht hier mittels einer historischen Betrachtung ordentliche, außerordentliche sowie landesherrliche und patrimoniale Gerichtsbarkeit gegeneinander abzugrenzen und so das dort bestehende Durcheinander zu entschlüsseln. In „De culpa“ von 1741 wendet er die Wolffsche rationalistische Methode auf eine Problematik des römischen Rechts an: Durch Entwicklung von Regeln und Folgesätzen sollen auf Basis der Pandekten die verschiedenen Grade der culpa erfasst werden.
Insbesondere dem positiven Echo auf „De jurisdictione Germanica“ dürfte es zu verdanken sein, dass Pufendorf 1751 Mitglied der historischen Klasse der neu gegründeten Königlichen Sozietät der Wissenschaften zu Göttingen wurde. Dort rezensierte er historisch-juristische Neuerscheinungen.
Sein Lebenswerk aber sind die in vier Bänden erschienenen „Observationes juris universi“, die Pufendorf von 1744 bis 1783 beschäftigten. Dabei handelt es sich um fast 1000 lose aufeinanderfolgende, meist kurze Betrachtungen aus allen Rechtsgebieten. Sie basieren weitgehend auf der Rechtsprechung des Oberappellationsgerichts Celle und sind aufgrund der Zerstörung der Celler Obergerichtsakten noch heute wichtigste Quelle für das damals im Hannoverschen geltende Recht. Bedeutungsvoll sind auch die Appendices. Dort wurden etliche Land-, Stadt-, Dorf- oder Ritterrechte aus dem norddeutschen Raum abgedruckt, die bis heute in keinem anderen Druck benutzbar sind.
Wegen dieser Appendices und des Werkes zur strafrechtlichen Gerichtsverfassung wird Pufendorf als Rechtsgelehrter den frühen Germanisten zugeordnet. Auch verfasste Pufendorf den Entwurf eines hannoverschen Landrechts.

## Schriften (Auswahl)
- De Privilegiis, speciatim de iure de non adpellando. Hannover 1730. (Digitalisat)
- Religio gentium arcana. Foerster, Hannover/Leipzig 1783. (Digitalisat)
- De iurisdictione Germanica Liber. Meyer, Lemgo 1786. (Digitalisat)